# Weihnachtstauwetter
Weihnachtstauwetter nennt man die mild-nasse Witterungsperiode, die in Mitteleuropa als klimatologische Singularität in knapp sieben von zehn Jahren zwischen dem 24. und dem 29. Dezember (also in der zeitlichen Nähe zu Weihnachten) eintritt.

## Ursache
Auslöser für das Weihnachtstauwetter ist die Ende November in Skandinavien einsetzende Polarnacht. Sie führt in der Folge zur Bildung eines Kältehochs. Mit einer Ostströmung wird am Südrand des Hochs eisige Festlandluft auf den Atlantik geführt. Über dem um diese Jahreszeit immer noch milden Atlantik bilden sich in der Regel Tiefdruckgebiete, die in der zweiten Dezember-Hälfte wieder milde Luft gegen das Festland führen, das sogenannte Weihnachtstauwetter.

## Auswirkungen
Beim Weihnachtstauwetter stößt von West bis Südwesten her feuchtwarme Meeresluft nach Mitteleuropa vor. Sie bringt ergiebige Regenfälle und lässt eine zuvor im Frühwinter gebildete Schneedecke zum Teil bis hinauf in die Gipfellagen der Mittelgebirge abschmelzen. Da das Regen- und Schmelzwasser im meist noch gefrorenen Erdboden nicht versickern kann, führen die Flüsse in dieser Zeit häufig Hochwasser.
Nicht immer können sich die feuchtwarmen Luftmassen überall durchsetzen. Oft verläuft quer durch Mitteleuropa eine scharfe Grenze, die milde Luft im Südwesten von kalter Luft im Nordosten trennt. Entlang dieser Luftmassengrenze fällt nicht selten gefährlicher Eisregen.

## Singularität
Die Singularität wurde als solche von Hermann Flohn in den 1940er Jahren definiert.